# Churchill (Familienname)
Churchill ist ein englischer Familienname.

## Namensträger
- Alfred Vance Churchill (1864–1949), US-amerikanischer Maler
- Arabella Churchill (1648–1730), englische Mätresse von König Jakob II.
- Arabella Spencer-Churchill (1949–2007), britische Mitbegründerin des Glastonbury Festivals
- Arnold Churchill (1883–1975), britischer Leichtathlet
- Berton Churchill (1876–1940), kanadischer Schauspieler
- Caryl Churchill (* 1938), britische Autorin
- Charles Churchill (1732–1764), britischer Schriftsteller und Geistlicher
- Charles Churchill (Meuterer), britischer Seemann und Meuterer
- Charles Henry Churchill (1807–1869), britischer Offizier und Diplomat
- Charles Henry Spencer-Churchill (1828–1877), britischer Offizier
- Charles Spencer-Churchill (Offizier) (1794–1840), britischer Adliger und Offizier
- Charles Spencer-Churchill, 9. Duke of Marlborough (1871–1934), britischer Politiker und Adliger
- Clark Churchill (1836–1896), US-amerikanischer Jurist, Offizier, Grundbesitzer, Geschäftsmann und Politiker
- Clementine Churchill (geb. Hozier; 1885–1977), Ehefrau von Winston Churchill
- Diana Churchill (1909–1963), Erstgeborenes Kind von Winston Churchill
- Donald Churchill (1930–1991), britischer Schauspieler
- Edward Delos Churchill (1895–1972), US-amerikanischer Chirurg
- Elizabeth F. Churchill (* 1962), britisch-amerikanische Psychologin
- Frank Churchill (1901–1942), US-amerikanischer Komponist
- George Churchill (Admiral) (1654–1710), englischer Admiral und Politiker
- George Churchill-Coleman (Kenneth George Churchill-Coleman; 1938–2015), britischer Kriminalbeamter
- George Spencer-Churchill, 6. Duke of Marlborough (1793–1857), britischer Adliger und Politiker
- George Spencer-Churchill, 8. Duke of Marlborough (1844–1892), britischer Adliger
- George B. Churchill (1866–1925), US-amerikanischer Politiker
- George Cheetham Churchill (1822–1906), britischer Geologe und Botaniker
- Gordon Churchill (1898–1985), kanadischer Rechtsanwalt, Offizier und Politiker
- Henrietta Churchill, 2. Duchess of Marlborough (1681–1733), britische Adlige
- Ian Churchill (* 1973), US-amerikanischer Comiczeichner
- Jack Churchill (John Malcolm Thorpe Fleming Churchill; 1906–1996), britischer Offizier
- Jennie Churchill (geb. Jerome; 1854–1921), US-amerikanisch-englische Philanthropin und Autorin
- John Churchill, 1. Duke of Marlborough (1650–1722), englischer Feldherr
- John Churchill (Richter), britischer Jurist und Richter
- John Spencer-Churchill, 7. Duke of Marlborough (1822–1883), britischer Staatsmann und Adliger
- John Spencer-Churchill, 10. Duke of Marlborough (1897–1972), britischer Adliger und Politiker
- John Spencer-Churchill, 11. Duke of Marlborough (1926–2014), britischer Adliger und Politiker
- John Atherton Churchill (1887–1965), britischer Brigadegeneral
- John C. Churchill (John Charles Churchill; 1821–1905), US-amerikanischer Politiker
- John Strange Spencer-Churchill (genannt Jack Churchill; 1880–1947), britischer Offizier
- Kenneth Churchill (1910–1980), US-amerikanischer Speerwerfer
- Liam Churchill (* 2000), dänischer Basketballspieler
- Marguerite Churchill (1910–2000), US-amerikanische Schauspielerin
- Noah Churchill (* 2003), dänischer Basketballspieler
- Owen Churchill (1896–1985), US-amerikanischer Segler
- Pete Churchill (* 1961), britischer Jazzmusiker und Komponist
- Randolph Churchill (1849–1895), britischer Politiker
- Randolph Frederick Churchill (1911–1968), britischer Politiker und Journalist
- Sarah Churchill, Duchess of Marlborough (1660–1744), britische Hofdame
- Sarah Churchill (Schauspielerin) (1914–1982), britische Schauspielerin und Tänzerin
- Savannah Churchill (1920–1974), US-amerikanische Sängerin
- Sylvester Churchill (1783–1862), US-amerikanischer Journalist und Offizier
- Thomas Churchill (1908–1963), US-amerikanischer Zehnkämpfer
- Thomas James Churchill (1824–1905), US-amerikanischer Politiker und Generalmajor
- Ward Churchill (* 1947), US-amerikanischer Ethnologe
- Winston Churchill (1620–1688) (1620–1688), englischer Offizier, Staatsmann und Historiker
- Winston Churchill (Schriftsteller) (1871–1947), US-amerikanischer Schriftsteller
- Winston Churchill (1874–1965), britischer Staatsmann und Schriftsteller
- Winston Spencer-Churchill (1940–2010), britischer Politiker